# Metagonia torete
Metagonia torete är en spindelart som beskrevs av Willis J. Gertsch 1977. Metagonia torete ingår i släktet Metagonia och familjen dallerspindlar. Inga underarter finns listade i Catalogue of Life.